# Avro
La A.V. Roe and Company, meglio conosciuta come Avro, era un'azienda aeronautica e del settore difesa britannica con sede a Woodford, nella contea metropolitana di Greater Manchester.
Fondata nel 1910 su iniziativa di Alliott Verdon Roe, produsse numerosi modelli, alcuni dei quali punti di riferimento nella storia dell'aviazione del Regno Unito come l'aereo da addestramento Avro 504 (utilizzato da numerose forze aeree durante e dopo il termine della prima guerra mondiale), l'Avro Lancaster (uno dei più rappresentativi bombardieri strategici della seconda guerra mondiale) e l'Avro Vulcan (bombardiere strategico a getto dalla caratteristica ala a delta) utilizzato a partire dal periodo della guerra fredda, come vettore di armi nucleari, fino al suo impiego in combattimento durante la guerra delle Falkland.

## Storia

### Le origini

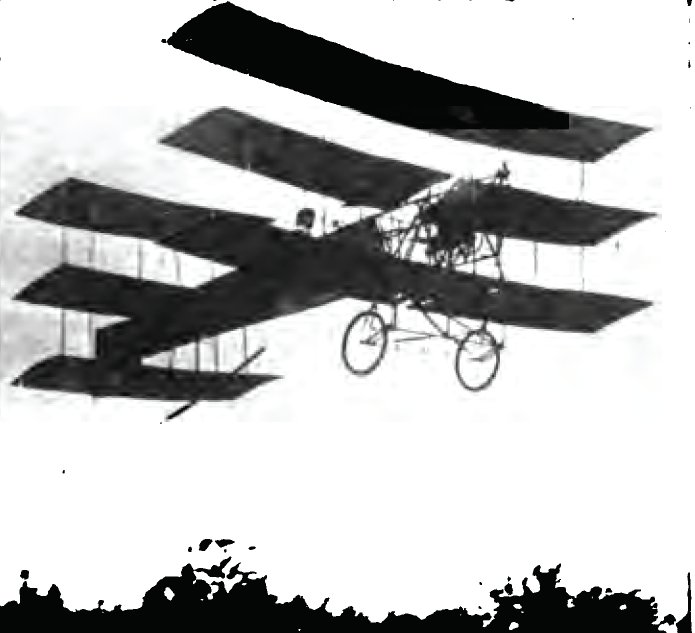
L'A.V. Roe Bulls Eye, un velivolo dalla doppia velatura triplana dell'epoca pionieristica.

La A.V. Roe and Company, uno dei primi costruttori di aeromobili al mondo, venne fondata a Brownsfield Mill, Great Ancoats Street, Manchester, dall'imprenditore britannico Alliott Verdon Roe e da suo fratello Humphrey Verdon Roe il 1º gennaio 1910. Il contributo di Humphrey era soprattutto nel settore finanziario ed organizzativo: provvide al capitale dell'azienda con i guadagni della famiglia e funse da amministratore delegato fino a quando venne richiamato nel Royal Flying Corps nel 1917. Alliot era invece già conosciuto come uno tra gli aviatori pionieri del volo a Brooklands vicino a Weybridge, nel Surrey, ed a Farnborough, nell'Hampshire. Uno dei primi modelli da loro realizzati fu l'A.V. Roe Bulls Eye, un velivolo caratterizzato dalla doppia velatura triplana e da una apertura alare di 20 ft. L'azienda realizzò inoltre, nel 1912, il primo aereo monoplano dalla struttura interamente chiusa, ma fu un più convenzionale biplano in legno e tela, l'Avro 504, che costituì il modello principalmente prodotto sia durante che dopo il termine della prima guerra mondiale. Quando l'ultimo dei 504, dopo venti anni, uscì dalla catena di montaggio, la cifra totale si attestò su 8 340 esemplari, prodotti nei vari stabilimenti di Hamble, Failsworth, Miles Platting e Newton Heath, una cifra notevole considerando la quantità di modelli prodotti dalla concorrenza nello stesso periodo.

### Il periodo interbellico
Dopo la notevole quantità di ordinazioni ricevuta per far fronte alle esigenze belliche durante il conflitto, lo stallo dell'industria aeronautica del periodo successivo causò all'azienda gravi problemi finanziari tanto che nell'agosto 1920 il 68,5% delle azioni della società vennero acquistate dalla vicina casa automobilistica Crossley Motors, che aveva urgente necessità di nuovi spazi per la costruzione di carrozzerie. Nel 1924, l'azienda fu costretta a lasciare le strutture situate nell'aerodromo di Alexandra Park nel sud di Manchester, dove avvenivano i voli di prova sin dal 1918, sostituita da una zona abitativa. Venne identificata una nuova zona rurale a sud della città in espansione dove venne fondata New Hall Farm, Woodford nel Cheshire, che ancora oggi continua ad essere utilizzata dalla BAE Systems. Nel 1928 la Crossley Motors cedette la AVRO alla Armstrong Siddeley Holdings Ltd. e lo stesso anno A.V. Roe rassegnò le dimissioni dall'azienda che aveva fondato per creare la Saunders-Roe, azienda che dopo la seconda guerra mondiale sviluppò diversi innovativi progetti per velivoli militari a getto e, infine, una gamma di potenti hovercraft. Nel 1935, la Avro divenne una controllata della Hawker Siddeley.

### La seconda guerra mondiale

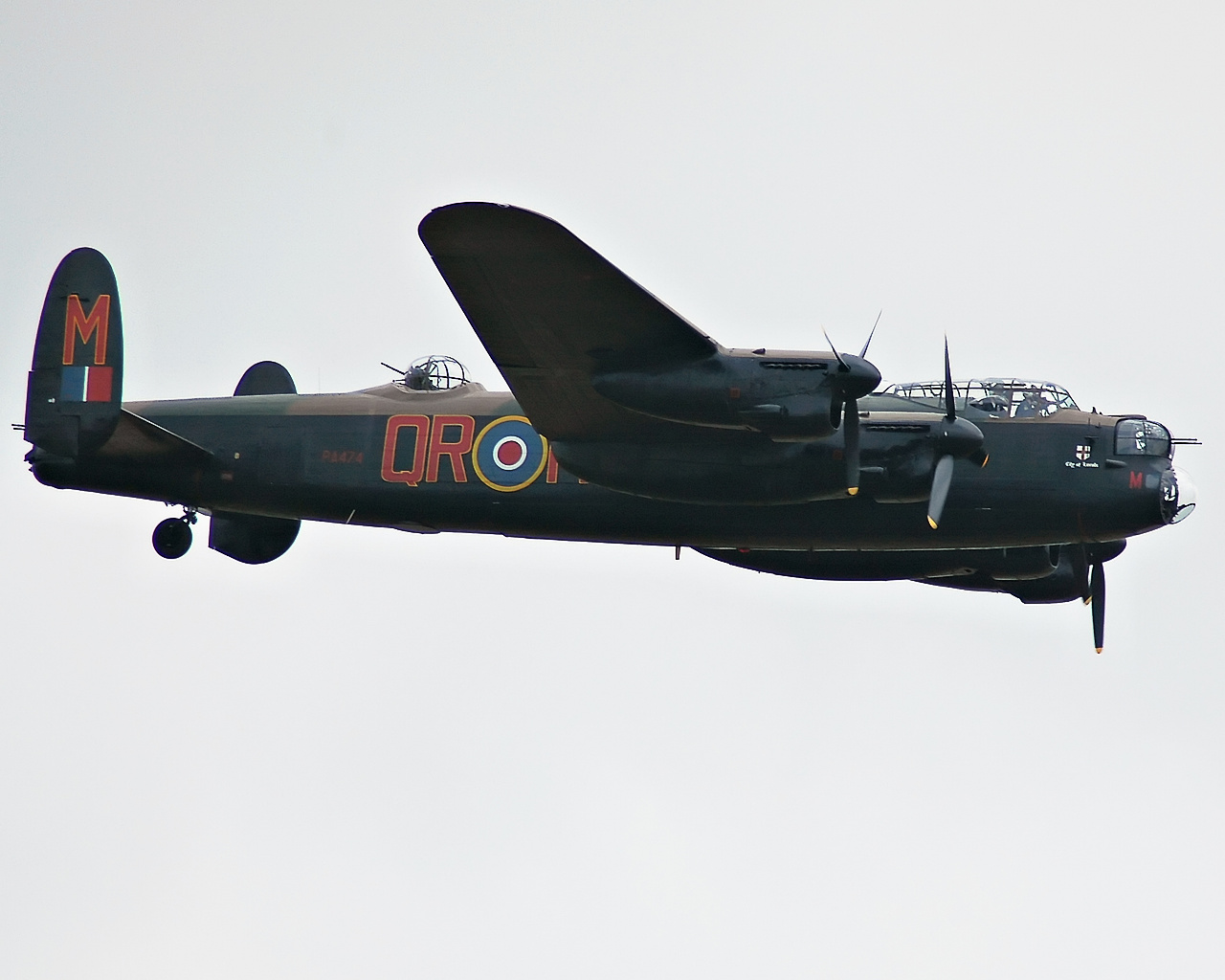
Il bombardiere strategico Avro 683 Lancaster.

Le competenze acquisite negli anni nella realizzazione di aerei da addestramento vennero massimizzate, negli anni trenta, nella progettazione del nuovo robusto addestratore Avro Tutor  che venne adottato dai reparti di formazione dei piloti della Royal Air Force (RAF). Di seguito l'azienda si rivolse al mercato dell'aviazione civile realizzando il bimotore di linea Avro Anson ma i fermenti nella situazione politica europea, poi sfociati nello scoppio della seconda guerra mondiale, consigliarono di riportare l'attenzione su progetti ad uso militare. Gli Avro Manchester, Lancaster, e Lincoln furono i modelli del periodo maggiormente correlati all'azienda. Furono oltre 7 000 gli esemplari di Lancaster prodotti durante il conflitto ed utilizzati dal Bomber Command della RAF durante i numerosissimi raid di bombardamento notturno in territorio tedesco e nella battaglia della Ruhr, dove si ricordano per il danneggiamento delle dighe ad opera di un particolare ordigno, la bouncing bomb. Quasi la metà della produzione totale venne effettuata negli stabilimenti Avro di Woodford e Chadderton (Manchester), con altri 700 costruiti nella fabbrica "ombra" situata accanto al Leeds Bradford International Airport, allora noto come Yeadon Aerodrome, a nord-ovest di Leeds. Questo impianto arrivò ad impiegare 17 500 lavoratori in un momento in cui la popolazione di Yeadon era solo di 10 000 abitanti. La vecchia pista di collegamento dalla fabbrica alla pista ancor'oggi utilizzata è ancora visibile.

### Il secondo dopoguerra

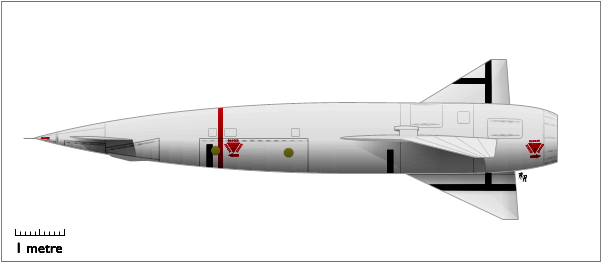
Il missile aria-superficie a lungo raggio Blue Steel a testata nucleare.

Il quadrimotore di linea Lancastrian ed il pattugliatore marittimo Shackleton furono successivi sviluppi postbellici del Lancaster. Il Tudor fu un velivolo da trasporto passeggeri che era dotato dell'innovativa cabina pressurizzata ma che risentì della forte concorrenza dei progetti proposti da Bristol, Canadair, Douglas, Handley Page e Lockheed. Realizzato con la stessa ala e stesso impianto motore del Lincoln e portato in volo per la prima volta nel giugno 1945 venne prodotto in una serie limitata a 34 esemplari prima della cancellazione dell'ordine da parte della compagnia aerea statale British Overseas Airways Corporation (BOAC). Il precedente Avro York, caratterizzato da una fusoliera a sezione quadrata, ebbe un miglior successo commerciale venendo utilizzato sia in ambito militare, dalla RAF, che in quello civile, come vettore passeggeri e cargo. Entrambi i modelli svolsero un importante ruolo nell'operazione umanitaria nota come ponte aereo per Berlino.
I bombardieri a getto Vulcan, originariamente progettato come velivolo da attacco nucleare, sono stati utilizzati per mantenere il deterrente nucleare britannico, armati con il missile aria-superficie a lungo raggio Blue Steel. Il Vulcan rimase in servizio come bombardiere convenzionale per essere utilizzato in operazioni belliche nel corso della guerra delle Falkland. Recentemente il Vulcan XH558 è stato riportato in condizioni di volo ed è utilizzato come warbird in numerose manifestazioni aeree e rievocazioni storiche.
Il bimotore turboelica di linea Avro 748, equipaggiato con una coppia di motori Rolls-Royce Dart e sviluppato negli anni cinquanta, fu un buon successo commerciale venduto ampiamente in tutto il mondo.
Nel luglio del 1963 la Avro venne incorporata nella Hawker Siddeley Aviation, ma il nome viene ancora utilizzato per indicare alcuni aerei.